# Florida
 For alternative betydninger, se Florida (flertydig). (Se også artikler, som begynder med Florida)
Florida er en delstat i USA. Den kaldes også Solskinsstaten og er en yndet tilbagetrækningsdestination for amerikanske pensionister.
Floridas sandstrande strækker sig næsten 1200 km i denne, den fladeste delstat. Staten kaldes "The Sunshine State", fordi her næsten altid er varmt. Gennemsnitstemperaturen ligger på 23 grader.
I 1920 boede der under 1 mio. i Florida, men efter en massiv vækst var indbyggertallet 10 gange større i 1980. Siden 1970 har befolkningstilvæksten været på omkring 3 millioner hvert tiår. I december 2014 blev delstaten den 3. mest folkerige foran New York og efter Texas. Florida har 21.538.187(2020) indbyggere  og en befolkningstæthed på omkring 160 indbyggere per kvadratkilometer landareal, som er 138.887 km², det 26. største blandt U.S.A.s delstater. Vandarealet på 31.424 km², som bl.a. omfatter Everglades syd for Lake Okeechobee, er det 3. største blandt delstaterne i U.S.A efter Alaska og Michigan.

## Levevilkår
En husstand i Florida har en gennemsnitsindkomst på 280.000 DKK. Dette er lidt mindre end det amerikanske gennemsnit. Men pengene rækker alligevel langt, fordi der ikke er nogen indkomstskat, og momsen kun er på 6%.
Velfærden er til gengæld ikke den bedste, og den sociale ulighed er enorm. Mange af strandene bebos af millionærer i store villaer, mens 14% af befolkningen lever under fattigdomsgrænsen.
Ledigheden er kun på 3,6%, men Florida har ikke nok vellønnede jobs til folk med en god uddannelse. Ca. hver femte er beskæftiget med turisme, f.eks. national- og forlystelstelsesparker og hoteller, der traditionelt har lavlønsjobs.

## Erhverv
Florida får årligt 55 mio. turister, og turisme har længe været den største og vigtigste indkomstkilde. Men Florida er også et stort landbrugsland og producerer blandt andet tre fjerdedele af USAs appelsiner og citrusfrugter. Produktionen af majs, jordbær, kartofler, bønner og sukkerrør spiller også en væsentlig rolle for økonomien, ligesom de store flokke af kvæg på det store græsland mellem Kissimmee og Lake Okeechobee.
De seneste årtier er der for alvor kommet gang i den industrielle udvikling. Ikke mindst i high-tech sektorerne, der nyder godt af den nære tilknytning til Kennedy Space Center. Og endelig er også finans- og servicesektoren i meget stærk vækst.
Den illegale handel med kokain og anden narkotika er selvfølgelig ikke med i statistikkerne, men pumper alligevel store summer ind i den sorte økonomi, især i Miami.

## Politik
Florida blev i 1845 optaget som den 27. delstat i De Forenede Stater. Florida er en af de delstater, der har dødsstraf for alvorlige forbrydelser.
Det demokratiske parti dominerede i mange år den politiske scene i Florida, men i 1987 blev republikaneren Bob Martinez valgt som guvernør. Han var i øvrigt også landets første guvernør med en latinamerikansk baggrund. I dag er Floridas guvernør republikaneren Ron DeSantis.

## Historie
For ca. 3000 år siden kom USAs oprindelige befolkning, indianerne, til landet.
Floridas indianere, Timuca og Apalachee stammen, var sammenlignet med deres naboer et højt udviklet folk.
Men da spanieren, Juan Ponce de Leon, som den første hvide mand satte foden på Floridas kyst, påskemorgen 1513, var det begyndelsen til enden for indianerne.
Slaveri, krig, kopper, syfilis og andre sygdomme reducerede på 50 år befolkningstallet på 25.000 til under en fjerdedel, og op igennem 1700-tallet forsvandt den oprindelige befolkning.
Igennem de næste 200 år var Florida skueplads for krige mellem englændere, franskmænd og spaniere, der alle var interesseret i Florida. I 1763 overtog englænderne magten i Florida, og det førte til 20 begivenhedsrige år. Englændere indvandrede i stort tal og medbragte sorte slaver til at arbejde i de nyetablerede indigo- og citrusplantager.
Efter afslutningen på den amerikanske uafhængighedskrig i 1783, som Florida ikke deltog i, mistede englænderne interessen og gav staten tilbage til spanierne i bytte for Bahamasøerne.
I 1821 tog Spanien imod et tilbud fra USA om at slå en streg over en gæld på 5 mio. $, hvis de til gengæld fik Florida. Nogle år senere blev tilknytningen officiel, da Florida blev USAs 27. delstat.

## Kunst og kultur
Alle større byer i Florida har teatre, koncertsale, operaer og symfoniorkestre. Der er mange kunstmuseer i Florida, såsom Museum of Art i Fort Lauderdale, Lowe Art Museum i Miami, Norton Museum of Art i Palm Beach, Salvador Dali Museum i Tampa og Ringling Museums i Sarasota.
Men først og fremmest er det popkulturen, Florida er kendt for. Fra de latinamerikanske rytmer i Miami Beach til tegneserieheltene i Orlando: Anders And og co.

## Geografi
Florida er den sydligste delstat af de 48 sammenhængende delstater i USA. Fra Key West er der kun 150 km til Cuba, og mod nord grænser Florida op til sydstaterne Georgia og Alabama.
Florida deles traditionelt ind i 2 områder. Den nordlige, bakkede og skovbeklædte del og den sydlige, mere våde, sumpede og flade del, hvor landskabet sjældent hæver sig mere end få meter over havets overflade.
Der er ikke færre end 7800 søer, hvoraf man finder en tredjedel i det centrale Florida. Lake Okeechobee er USAs næststørste ferskvandssø.